# Liste der Monuments historiques in La Berlière
Die Liste der Monuments historiques in La Berlière führt die Monuments historiques in der französischen Gemeinde La Berlière auf.

## Liste der Immobilien
| Bezeichnung            | Beschreibung                                                                               | Standort                 | Kennzeichnung | Schutzstatus | Datum | Bild           |
| ---------------------- | ------------------------------------------------------------------------------------------ | ------------------------ | ------------- | ------------ | ----- | -------------- |
| Château de La Berlière | Schloss, 1740 erbaut, mit Wirtschaftsgebäuden; im Schloss zwei Kamine aus der Abtei Belval | südlich des Ortes (Lage) | PA00078347    | Classé       | 1984  | weitere Bilder |